# Mansuetus van Toul

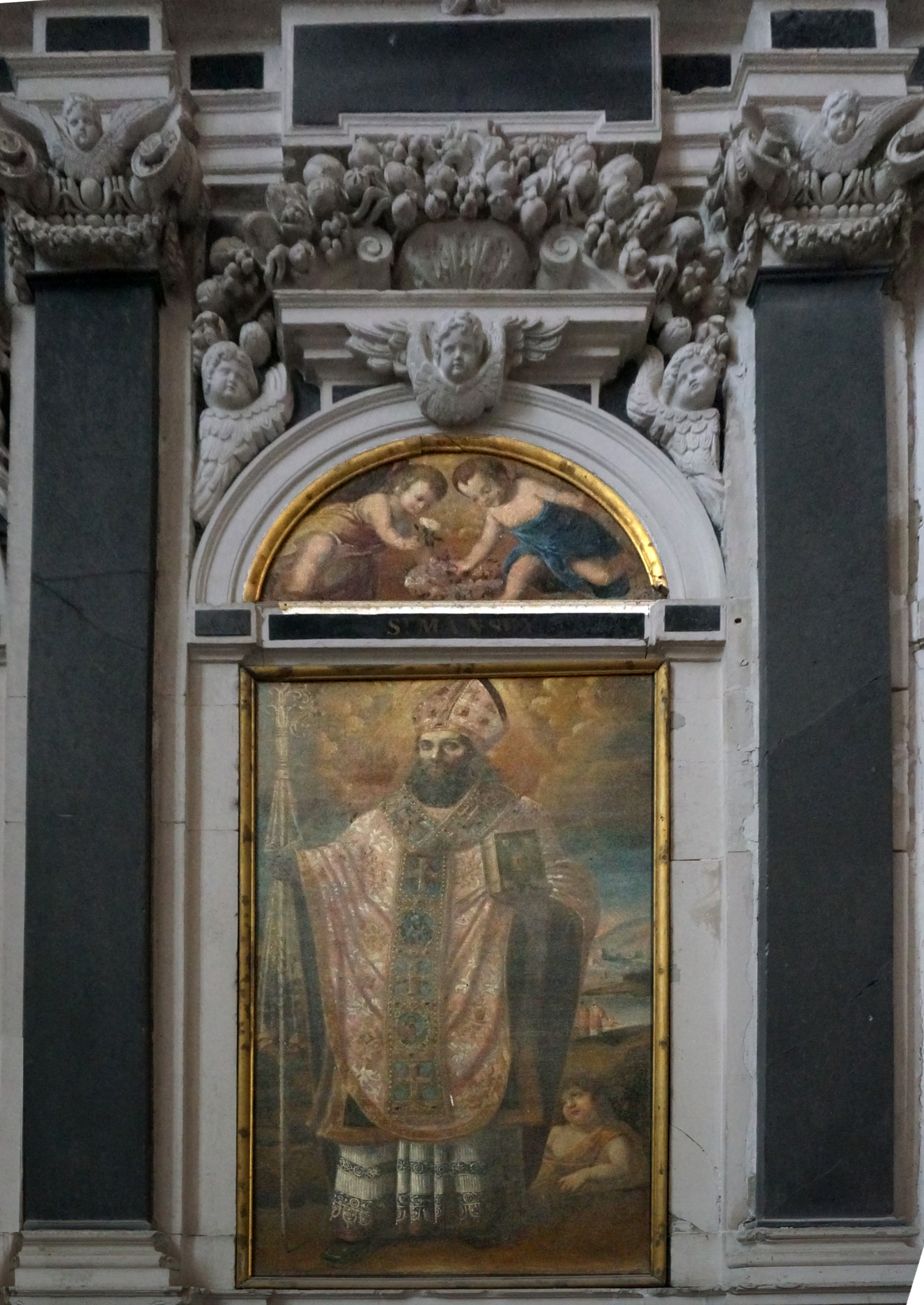
Mansuetus afgebeeld in de kathedraal van Toul (Frankrijk)

Mansuetus van Toul (Schotland 4e eeuw – Toul 4e eeuw) was de eerste bisschop van Toul, in de Romeinse provincie Gallia Belgica.

## Levensloop
De meeste kroniekschrijvers gaven aan dat Mansuetus geboren was in Schotland en naar Rome verhuisde voor een priesterwijding. Dit had plaats onder het bestuur van de christelijke keizer Constans I (4e eeuw). Andere versies situeren Mansuetus ten tijde van de apostel Petrus (1e eeuw).
In de 4e eeuw was Mansuetus een rondtrekkende bisschop, die vertrokken was uit de Romeinse stad Trier. In de Maasvallei vestigde hij zich in de stad Tullum Leucorum, het latere Toul, wat toen de hoofdstad was van de Leuci. Volgens de traditie werd Mansuetus de eerste bisschop van Toul. De Leuci stonden zeker vijandig tegen deze bisschopszetel. Hij mocht niet in de stad verblijven en trok zich terug in de Maasvallei. Op een dag viel de zoon van de prefect van de Leuci in de Moezel. De jongen verdronk. Bovendien was zijn lijk onvindbaar. De legende wil dat de moeder van de jongen Mansuetus uit diens schuilplaats haalde voor hulp. Mansuetus zegde toe op voorwaarde dat zij christen zou worden. Mansuetus bad aan de oevers van de Moezel en het lijkje van de jongen belandde op de oever. Mansuetus vroeg luid aan de prefect of hij zijn zoon levend terug wilde. Toen de prefect ja zei, stond de jongen levend op. Samen met de prefect gingen de Leuci over tot het christendom. Mansuetus startte met de bouw van kerkjes in Toul. Zelf werd hij begraven buiten de stad, in zijn vroeger schuiloord. Mansuetus werd later heilig verklaard.
Deze legende die eeuwen later werd opgetekend, is de stichtingslegende van het bisdom Toul. Mansuetus werd in de Karolingische tijd vereerd over geheel het hertogdom Lotharingen, van Nancy tot in Trier. In de 10e eeuw werd op zijn graf een benedictijnenabdij gebouwd, de abdij van Sint-Mansuetus of Saint-Mansuy.
- Gemeinsame Normdatei: 14400349X
- Virtual International Authority File: 170127358